# Buwaissar Chamidowitsch Saitijew

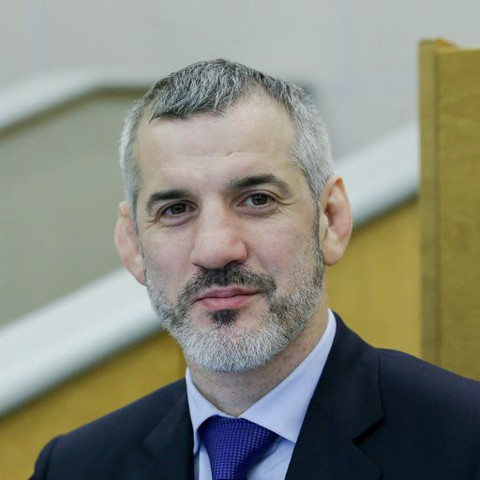
Buwaissar Saitijew (2021)

Buwaissar Chamidowitsch Saitijew (russisch Бувайсар Хамидович Сайтиев; * 11. März 1975 in Chassawjurt, Dagestanische ASSR, Sowjetunion; † 2. März 2025 in Moskau) war ein russischer Ringer tschetschenischer Herkunft. Er war Olympiasieger 1996, 2004 und 2008 und vielfacher Welt- und Europameister im freien Stil im Welter- bzw. Mittelgewicht.

## Werdegang

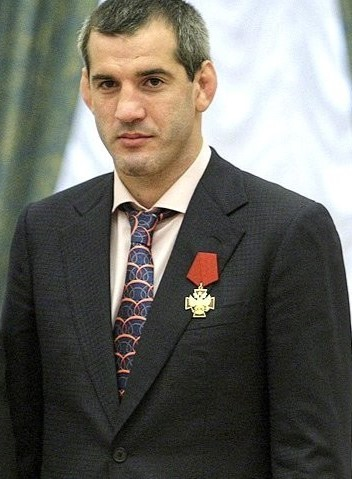
Buwaissar Saitijew (2009)

Buwaissar Saitijew wurde in Chassawjurt in Dagestan geboren, war aber Tschetschene. Er begann in seiner Heimatstadt bereits 1981 mit dem Ringen. Sein erster Trainer war Hamid Saitijew. 1992 wechselte er in ein Ringerzentrum nach Krasnojarsk. Dort hatte er vor allem dem Trainer Dmitri Mindiaschwili große Fortschritte zu verdanken. Er war mit dem tschetschenischen Präsidenten befreundet und setzte sich intensiv für die Förderung der Jugend Tschetscheniens auf schulischem und sportlichen Sektor ein. Buwaissar Saitijew war Diplom-Sportlehrer, hatte seine wirtschaftliche Basis aber in der Armee Russlands. Buwaissar Saitijew rang ausschließlich im freien Stil. Adam Saitijew, der Bruder von Buwaissar Saitijew, war ebenfalls ein Weltklasseringer und wie er Olympiasieger und Weltmeister.
Seine ersten sportlichen Erfolge als Ringer hatte er 1993, als er in Götzis/Österreich Junioren-Europameister vor David Bichinashvili aus Georgien wurde. Im Jahr 1994 verzeichnete Buwaissar Saitijew eine seiner wenigen Niederlagen auf der internationalen Ringermatte. Bei der Junioren-Weltmeisterschaft der Espoirs in Kourtane/Finnland verlor er das Finale gegen Sevi Aldimow aus Bulgarien und kam dadurch auf den 2. Platz.
Danach blieb er bis zu den Olympischen Spielen bei zehn internationalen Meisterschaften ungeschlagen und belegte zehnmal den ersten Platz.
1995 wurde er in Atlanta mit einem Finalsieg über Alexander Leipold aus Deutschland erstmals Weltmeister im Weltergewicht. 1996 wurde er zunächst in Budapest, wieder mit einem Finalsieg über Alexander Leipold, Europameister im Weltergewicht und wenig später wurde er in Atlanta erstmals Olympiasieger im Weltergewicht. Er besiegte u. a. im Halbfinale Ex-Weltmeister Kenneth Monday aus den Vereinigten Staaten und im Endkampf Park Jang-soon aus Südkorea.
1997 und 1998 wurde er jeweils Welt- und Europameister. 1997 besiegte er in den Finals in Warschau und in Krasnojarsk jeweils Alexander Leipold. Bei der Europameisterschaft 1998, bei der er im Mittelgewicht startete, gewann er das Finale gegen den Georgier David Bichinashvili, der mittlerweile schon seit vielen Jahren für Deutschland startet. Im Finale der Weltmeisterschaft 1998 gewann er in Teheran gegen Moon Eui-jae aus Südkorea.
1999 trat Buwaissar Saitijew nur bei der Militär-Weltmeisterschaft in Zagreb an und siegte im Weltergewicht auch dort vor Emzarios Bedinidis aus Griechenland.
Mit einem weiteren Sieg bei der Europameisterschaft 2000 in Budapest, er siegte dort im Finale gegen Adem Bereket aus der Türkei, schien alles planmäßig wie immer zu verlaufen. Bei den Olympischen Spielen 2000 in Sydney unterlag Buwaissar Saitijew aber überraschend dem körperlich ungemein starken US-Amerikaner Brandon Slay knapp nach Punkten (3:4 techn. Punkte). Da dies bereits im Achtelfinale geschah, kam er in der Endabrechnung nur auf den 9. Rang. Brandon Slay verlor dann im Verlaufe des weiteren Turnieres im Finale gegen Alexander Leipold, der damit Olympiasieger wurde, nach Punkten. Alexander Leipold musste diese Goldmedaille aber wenig später zurückgeben, weil ihm die Einnahme unerlaubter Mittel nachgewiesen wurde. Olympiasieger 2000 im Weltergewicht war deshalb Brandon Slay.
Im Jahr 2001 wurde Buwaissar Saitijew in Budapest und Sofia wieder Welt- und Europameister im Weltergewicht. Er besiegte bei diesen Meisterschaften unter anderem Rewas Mindoraschwili aus Georgien, Árpád Ritter aus Ungarn, Joe Williams aus den Vereinigten Staaten und erneut Moon Eui-jae.
Danach nahm er nicht mehr regelmäßig an jeder Welt- und Europameisterschaft teil. Im Jahr 2002 fehlte er zum Beispiel bei beiden Meisterschaften. 2003 war er nur bei der Weltmeisterschaft in New York am Start und siegte dort im Weltergewicht. Im Endkampf gewann er dabei über Murad Hajdarau aus Belarus nach Punkten. Im Jahre 2004 gewann er in Athen im Weltergewicht mit vier Siegen erneut die olympische Goldmedaille. Er besiegte mit Emzarios Bedinidis, Murad Hajdarau, Krystian Brzozowski aus Polen und Gennadi Lalijew aus Kasachstan ausschließlich absolute Weltklasseringer. Bemerkenswert ist besonders, dass er den Endkampf gegen Gennadi Lalijew mit zwei angebrochenen Fingern bestreiten musste. Bei derselben Veranstaltung wurde sein Bruder Adam Olympiasieger im Mittelgewicht.
Im Jahr 2006 wurde Buwaissar Saitijew in Moskau erneut Europameister. Sein Finalgegner war Ruslan Kokajew aus Armenien, gegen den er sicher nach Punkten gewann. Bei der Weltmeisterschaft dieses Jahres in Guangzhou/Volksrepublik China traf er in seinem dritten Kampf auf den Bulgaren Michail Ganew. Er war verletzungsbedingt nicht im Vollbesitz seiner Kräfte und verlor gegen Ganew nach Punkten.
Im Jahr 2007 konnte er wegen einer hartnäckigen Nackenverletzung kaum trainieren und auch nicht bei den Welt- und Europameisterschaften antreten. In diesem Jahr erwuchs ihm auch, erstmals in seiner nun schon über zehn Jahre dauernden Karriere, in Russland ein starker Konkurrent, Machatsch Murtasalijew. Gegen diesen Ringer verlor er beim „Iwan-Jarigin“-Turnier 2008 in Krasnojarsk nach Punkten und musste deshalb bei der Europameisterschaft in Tampere pausieren. Am 3. Juni 2008 stand dann bei der russischen Meisterschaft in Sankt Petersburg im Endkampf des Weltergewichtes zwischen Murtasalijew und Buwaissar Saitijew die Entscheidung an, wer Russland bei den Olympischen Spielen 2008 in Peking vertreten durfte. Da Buwaissar Saitijew den Kampf gewinnen konnte, nahm er in Peking zum vierten Mal an Olympischen Spielen teil. Dort gelang ihm mit Siegen über Cho Byung-Kwan (Südkorea), Ahmet Guelhan (Türkei), Iván Fundora (Kuba), Kiril Tersiew (Bulgarien) und Soslan Tigiyev (Usbekistan), den er im Finale mit 2:1 Rundengewinnen und 4:2 technischen Punkten besiegte, seine dritte olympische Goldmedaille zu erringen. Für seine Verdienste um den Ringersport wurde er im September 2010 in die FILA International Wrestling Hall of Fame aufgenommen.
Von 2016 bis zu seinem Rücktritt im Jahr 2021 war er für Einiges Russland amtierender Abgeordneter der Staatsduma in Dagestan. Im Jahr 2015 wurde er Präsident des tschetschenischen Ringerverbands, ein Amt, das er bis zu seinem Tod im März 2025 infolge eines Fenstersturzes innehatte. Er war verheiratet und Vater dreier Söhne sowie einer Tochter.

## Internationale Erfolge
(alle Wettkämpfe im freien Stil, OS = Olympische Spiele, WM = Weltmeisterschaft, EM = Europameisterschaft, Leichtgewicht, Weltergewicht, Mittelgewicht, bis 68 kg, 74/76 kg bzw. 84/85 kg Körpergewicht)
| Jahr | Platz | Wettbewerb                                 | Gewichtsklasse | |
| ---- | ----- | ------------------------------------------ | -------------- | --- |
| 1993 | 1.    | Junioren-EM (Juniors) in Götzis/Österreich | Leicht         | vor David Bichinashvili, Georgien, Fedoz Eni, Moldawien und Norman Pickut, Deutschland                                                            |
| 1994 | 3.    | World-Cup in Edmonton                      | Leicht         | hinter Chris Wilson, Kanada und Matthew Demary, USA                                                                                               |
| 1994 | 2.    | Junioren-EM (Espoirs) in Kourtane/Finnland | Welter         | hinter Sevi Aldimow, Bulgarien u. vor Andsor Tempotow, Ukraine und David Bichinashvili                                                            |
| 1995 | 1.    | Junioren-WM (Espoirs) in Teheran           | Welter         | vor Moon Eui-jae, Südkorea, Abolfazli Zeinalnia, Iran u. Árpád Ritter, Ungarn                                                                     |
| 1995 | 1.    | WM in Atlanta                              | Welter         | vor Alexander Leipold, Deutschland, Alberto Rodríguez Hernández, Kuba, Christopher Freyer, Schweiz und David Schultz, USA                         |
| 1996 | 1.    | EM in Budapest                             | Welter         | vor Radion Kertanti, Slowakei, Valeri Verkušin, Mazedonien, Viktor Peikov, Moldawien und Alexander Leipold                                        |
| 1996 | Gold  | OS in Atlanta                              | Welter         | mit Siegen über Issa Momeni, Iran, Alexander Leipold, Kenneth Monday, USA u. Park Jang-soon, Südkorea                                             |
| 1997 | 1.    | EM in Warschau                             | Welter         | mit Siegen über Akbar Ismailow, Aserbaidschan, Alan Msokow, Ukraine, Kuello Koiv, Estland und Alexander Leipold                                   |
| 1997 | 1.    | WM in Krasnojarsk                          | Welter         | mit Siegen über Nicholas Ugoalah, Kanada, Árpád Ritter, David Bichinashvili, Moon Eui-jae und Alexander Leipold                                   |
| 1998 | 1.    | EM in Bratislava                           | Mittel         | mit Siegen über Sjarhej Borchanko, Belarus, Nikolos Begaschwili, Georgien, Jozef Lohyňa, Slowakei und David Bichinashvili                         |
| 1998 | 1.    | Goodwill-Games                             | Welter         | vor Stephan Marianetti, USA u. Massoud Jamshidi, Iran                                                                                             |
| 1998 | 1.    | WM in Teheran                              | Welter         | mit Siegen über Viktor Peikov, Alexander Kahaniaschwili, Georgien, Marcin Jurecki, Polen u. Moon Eui-jae                                          |
| 1999 | 1.    | Militär-WM in Zagreb                       | Welter         | vor Emzarios Bedinidis und Elchad Alachwerdiew, Aserbaidschan                                                                                     |
| 2000 | 1.    | EM in Budapest                             | Welter         | mit Siegen über Thomas Coppola, England, Habetnak Kurinjan, Armenien, Viktor Peikow, Andsor Tembotow, Ukraine u. Adem Bereket, Türkei             |
| 2000 | 9.    | OS in Sydney                               | Welter         | mit einem Sieg über Plamen Paskalew, Bulgarien und einer Niederlage gegen Brandon Slay, USA                                                       |
| 2001 | 1.    | EM in Budapest                             | Welter         | mit Siegen über Eugen Preda, Rumänien, Christian Weiß, Deutschland, Rewas Mindoraschwili, Georgien, Árpád Ritter und Miroslaw Gotschew, Bulgarien |
| 2001 | 1.    | WM in Sofia                                | Welter         | mit Siegen über Ruslan Kinchagov, Usbekistan, Kunihiko Obata, Japan, Rewas Mindoraschwili, Joe E. Williams, USA u. Moon Eui-jae                   |
| 2003 | 1.    | WM in New York                             | Welter         | mit Siegen über Jean Diatta, Senegal, Nikolai Paslar, Bulgarien, Talget Ikjasow, Australien, Hadji Habibi, Iran und Murad Hajdarau, Belarus       |
| 2004 | Gold  | OS in Athen                                | Welter         | mit Siegen über Árpád Ritter, Emzarios Bedinidis, Murad Hajdarau, Krystian Brzozowski, Polen und Gennadi Lalijew, Kasachstan                      |
| 2005 | 1.    | Intern. Turnier in Siedlce/Polen           | Welter         | vor Belozerwkisk, Ukraine und Kunihiko Obata |
| 2005 | 1.    | WM in Budapest                             | Welter         | mit Siegen über Osman Malak Mohamed, England, Nikolai Paslar, Salvatore Rinella, Italien, Mehdi Majizadeh Juibari, Iran und Árpád Ritter          |
| 2006 | 1.    | EM in Moskau                               | Welter         | mit Siegen über Goran Atanasow, Mazedonien, Krystian Brzozowski, Emzarios Bedinidis, Mourad Gaidarow und Ruslan Kokajew, Armenien                 |
| 2006 | 8.    | WM in Guangzhou/Volksrepublik China        | Welter         | mit Siegen über Maximo Blanco, Venezuela und Iván Fundora, Kuba und einer Niederlage gegen Michail Ganew, Bulgarien                               |
| 2008 | 2.    | "Iwan-Yarigin"-Turnier in Krasnojarsk      | Welter         | hinter Machatsch Murtasalijew, Russland und vor Denis Zargusch und Sergei Kirilow, beide Russland                                                 |
| 2008 | Gold  | OS in Peking                               | Welter         | mit Siegen über Cho Byung-kwan, Korea, Ahmet Gülhan, Türkei, Iván Fundora, Kiril Tersiew, Bulgarien u. Soslan Tigiyev, Usbekistan                 |

## Länderkämpfe
- 2008 in Wladikawkas, Russland gegen Kuba (World Cup), F, We, Punktsieger über Iván Fundora,
- 2008 in Wladikawkas, Russland gegen Ukraine (World Cup), F, We, Punktsieger über Gia Tschichladse